# Bohdan Stupka
Bohdan Sylvestrovytj Stupka (ukrainsk: Богдан Сильвестрович Ступка; født 27. august 1941 i Kulykiv, Ukrainske SSR, død 22. juli 2012 i Kyiv) var en populær ukrainsk skuespiller og tidligere urainsk kulturminister. Han blev født i Kulykiv, i Lviv oblast, Ukraine.
Stupka blev anerkendt som en af de mest berømte nulevende skuespillere i Ukraine.  Han spillede med i mere end 300 film og mere end 50 teaterstykker. Stupka modtog priserne Artist of Ukraine og People's Artist of the USSR. Han blev udnævnt til den ukrainske orden Ukraines Helt i 2011.

## Udvalgt filmografi
- 1970 – White Bird with Black Mark
- 1984 – Stolen Happiness
- 1991 – Sin
- 1993 – Fuchzhou
- 1999 – With Fire and Sword
- 1999 – East/West
- 2001 – A Prayer for Hetman Mazepa
- 2003 – An Ancient Tale: When the Sun Was a God
- 2004 – A Driver for Vera
- 2005 – To Take Tarantino
- 2007 – 1814
- 2007 – Two in One
- 2008 – Sappho
- 2008 – A Heart on a Palm
- 2009 – Taras Bulba
- 2010 – Chantrapas